# Syczek arabski
Syczek arabski (Otus brucei) – gatunek średniej wielkości ptaka z rodziny puszczykowatych (Strigidae). Występuje na Bliskim Wschodzie, w centralnej i południowej Azji. Częściowo wędrowny.
Taksonomia i zasięg występowaniaObecnie wyróżnia się cztery podgatunki O. brucei:
- O. brucei exiguus Mukherjee, 1958 – Izrael, środkowy i wschodni Irak, południowy Iran, Oman, południowy Afganistan, zachodni Pakistan
- O. brucei obsoletus (Cabanis, 1875) – południowa Turcja i północna Syria do Uzbekistanu i północnego Afganistanu
- O. brucei brucei (Hume, 1872) – Jezioro Aralskie do Kirgistanu i Tadżykistanu
- O. brucei semenowi (Zarudny & Härms, 1902) – południowy Tadżykistan do zachodnich Chin, północnego Pakistanu i wschodniego Afganistanu.

Zimuje od wschodniego Tadżykistanu na południe do wschodniego i południowego Pakistanu i zachodnich Indii.
MorfologiaDługość ciała 18–21 cm, rozpiętość skrzydeł 54–64 cm, masa ciała 100–110 g. Nieco większy od syczka zwyczajnego, lecz ma jaśniejsze piaskowopłowe ubarwienie.

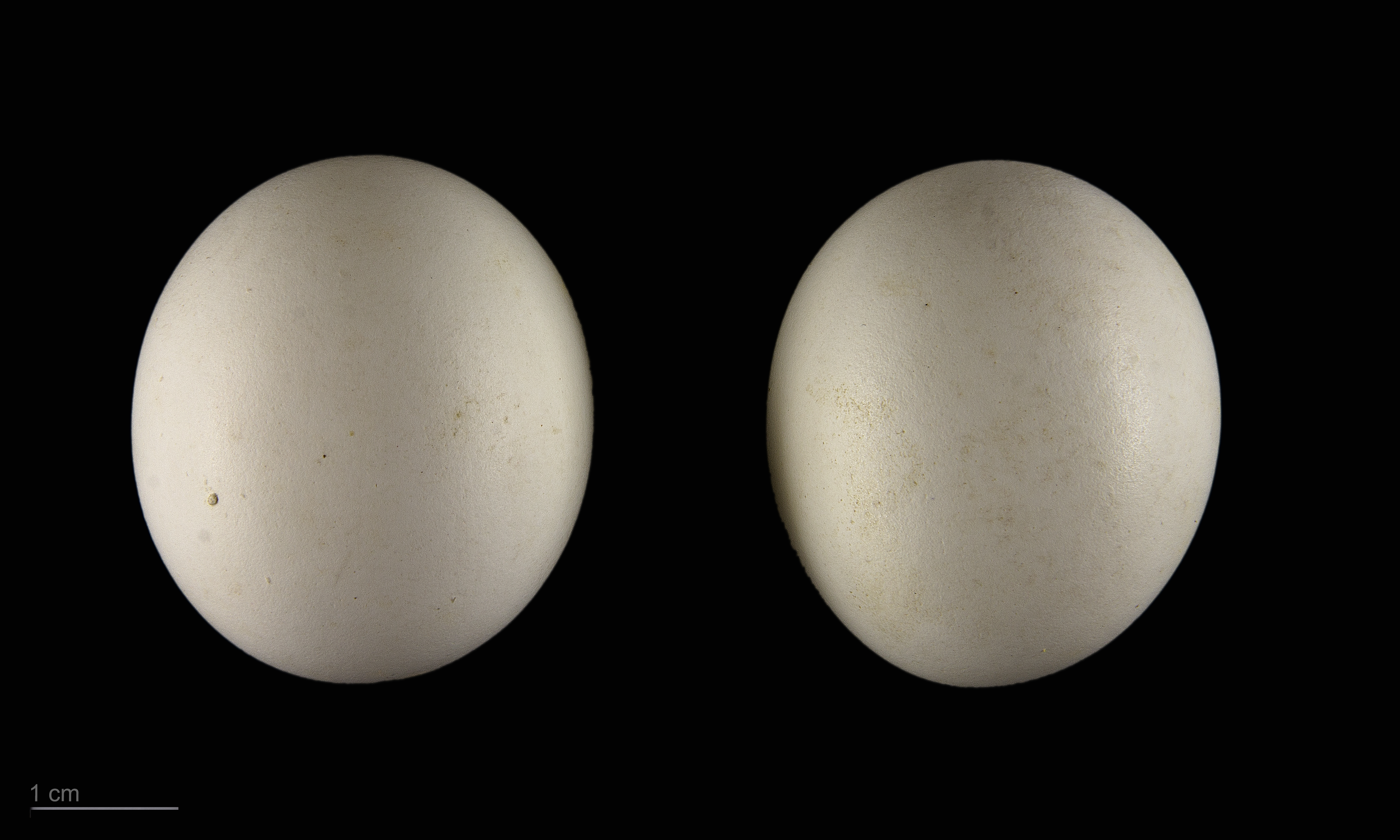
Jaja z kolekcji muzealnej

Ekologia i zachowanieAktywny w nocy. Żywi się owadami, małymi ssakami, ptakami i jaszczurkami.
Gnieździ się w dziuplach w drzewach, starych dziuplach wykutych przez dzięcioły, w szczelinach w klifach, brzegach rzek, murach czy budynkach, także w skrzynkach lęgowych. W zniesieniu 4–6 jaj, ich inkubacja trwa 26–28 dni.
StatusIUCN uznaje syczka arabskiego za gatunek najmniejszej troski (LC, Least Concern) nieprzerwanie od 1988 roku. Liczebność światowej populacji nie została oszacowana, ale ptak ten opisywany jest jako dość pospolity w większości zasięgu występowania. Ze względu na brak dowodów na spadki liczebności bądź istotne zagrożenia dla gatunku BirdLife International uznaje trend liczebności populacji za prawdopodobnie stabilny.